# Wertach
Wertach é um município da Alemanha, situado no distrito de Oberallgäu, no estado da Baviera. Tem 45,63 km² de área, e sua população em 2019 foi estimada em 2.516 habitantes.